# Odontodes bolinoides
Odontodes bolinoides là một loài bướm đêm trong họ Noctuidae.